# Chiesa della Santa Famiglia (Piancogno)
La chiesa della Santa Famiglia, o della Sacra Famiglia, è la parrocchiale di Piamborno, frazione-capoluogo del comune sparso di Piancogno, in provincia e diocesi di Brescia; fa parte della zona pastorale della Media Val Camonica.

## Storia
Originariamente Piamborno rientrava sotto la giurisdizione della pieve di Cividate Camuno; l'antica cappella del borgo venne consacrata presumibilmente nel 1154, come si desume da un atto datato 1186.
Nel 1636 il vescovo Vincenzo Giustiniani decretò l'erezione a parrocchiale della comunità, ma tale disposizione fu resa effettiva appena quattro anni dopo, a causa dei contrasti tra i fedeli del paese e quelli di Borno.
Con l'aumento della popolazione, alla fine del XIX secolo si decise di costruire una chiesa di maggiori dimensioni; nel 1895, dunque, si provvide ad individuare l'area più adatta, ad eseguire i primi scavi e a conferire l'incarico di redigere i progetti al professor Fortunato Canevali e all'ingegner Gio Antonio Ronchi. L'anno seguente furono realizzate le fondamenta e il 28 settembre 1898 avvenne la posa della prima pietra, mentre i lavori terminarono nel 1912.

## Descrizione

### Esterno
La facciata in pietra della chiesa, rivolta a sudest, è suddivisa da una cornice marcapiano in due registri, entrambi scanditi da lesene; quello inferiore presenta centralmente il portale d'ingresso lunettato e ai lati due nicchie, mentre quello superiore è caratterizzato da una finestra a tutto sesto e coronato dal timpano curvilineo.
Non è presente il campanile.

### Interno
L'interno dell'edificio si compone di un'unica navata, sulla quale si affacciano le cappelle laterali, introdotte da archi a tutto sesto, e i bracci del transetto e le cui pareti sono scandite da lesene sorreggenti la trabeazione modanata e aggettante, sopra la quale si impostano le volte a vela; al termine dell'aula si sviluppa il presbiterio, rialzato di alcuni gradini e chiuso dall'abside poligonale a tre lati.
Qui sono conservate diverse opere di pregio, tra cui gli affreschi della cupola raffiguranti l'Adorazione dei Pastori, l'Adorazione dei Magi, la Presentazione al Tempio e la Morte di Giuseppe, eseguiti dal bornese Pesci, e la pala con soggetto i Santi Carlo, Luigi e Antonio abate, dipinta nel 1921 da Gian Battista Nodari.